# 緒沢凛
緒沢 凛（おざわ りん、本名：加藤 香織〈かとう かおり〉、旧姓：菊池〈きくち〉、1978年12月26日 - ）は、日本の実業家、元女優およびモデル、タレント。有限会社加藤タクシー代表。福岡県出身。夫はタレントの加藤浩次。

## 来歴・人物
所属していた芸能プロダクションはフォスター。「ポスト・瀬戸朝香」として売り出され、女優やモデル業など芸能活動していた。
2001年7月に、お笑いタレントの加藤浩次と結婚。交際は、加藤司会の番組「シネマ中毒」のゲストに呼ばれたのがきっかけであった。加藤との間には、長女(2002年2月10日生まれ)、長男(2004年9月21日生まれ)、次女(2006年11月17日生まれ)の1男2女をもうけている。結婚から長女の出産までを描いたドキュメンタリーが『めちゃ²イケてるッ!』にて放送された。同番組内では結婚から出産の間ナインティナインの岡村隆史が夫妻宅に同居していた。
2003年以降は出産や育児などもあり、芸能活動は行っていないが、『めちゃイケ』には現在の本名である「加藤香織」または「加藤カオリ」名義で出演することもあった。2005年には加藤の番組での共演者である、有野晋哉の媒酌人を夫とともに務め、以来、有野家とは家族ぐるみでの付き合いがある。また、同様に、2013年には矢部浩之の媒酌人も務めた。
上述のように、『めちゃイケ』では、「カオリちゃん」と呼ばれる（元は、同番組中の企画「クイズ$マジオネア」より）。当初は「カオリちゃん」の正体は明らかにされていなかったが、加藤の結婚報道があった際に、同番組の特番の中で、緒沢凜の本名が香織であることから「カオリちゃん」であることが発表された。
『愛のエプロン2』で「マーボーなす」に挑戦し、上エプランキング12位に入るほどの料理の腕前を持っている。しかし加藤曰くカレーライスはイマイチらしく、2008年のお台場冒険王ファイナルにて、ココイチをもじった「イマイチカレー」として販売されることになった。2009年のお台場合衆国では、「料理教室で習った茶碗蒸しの腕前を応用した」とされるプリンを披露したが、「ビミョー」な味であるとして、「ビミョープリン」として販売されることになった。
2019年には夫が吉本興業のマネジメント契約から専属エージェント契約に移行した事に伴い、以前から設立していた個人事務所「有限会社加藤タクシー」の代表（夫は取締役）である事が明らかとなっている。

## 出演

### バラエティ番組
- 日立 世界・ふしぎ発見!（TBS） - ミステリーハンター
- 愛のエプロン（テレビ朝日）
- めちゃ²イケてるッ!（フジテレビ） - 不定期出演

### テレビドラマ
- 美少女H（フジテレビ、1998年）
  - 第2回「恋する乙女」（4月27日）
  - 第3回「ありふれた事件」（5月4日）
  - 第5回「最後の嘘」（5月18日）
  - 第16回「少女の目標」（8月3日）
- 美少女Hspecial Juliet'98（1998年10月5日）
- 美少女H2（フジテレビ、1998年）
  - 第3回「死球」（10月26日）
  - 第10話「ホーリー☆ゴースト!」（12月14日）
  - 第21回「最終回SP　卒業旅行」（1999年3月29日）
- shin-D「銀河鉄道な夜」（日本テレビ、1998年11月・12月）
- 火曜サスペンス劇場「小京都ミステリー24 吉備津鳴釜殺人事件」（日本テレビ、1998年11月10日） - 高橋真理 役
- 美少女H3（フジテレビ、1999年）
- 世にも奇妙な物語 春の特別編 (1999年)「パパラッチ」（フジテレビ、1999年3月31日）- 松本菜々 役
- ナオミ 第6話（フジテレビ、1999年） - 鈴木友花 役
- 成田離婚（フジテレビ、1997年）
- 魔女の条件（TBS、1999年）- 菅井美春 役
- 彼女たちの時代（フジテレビ、1999年）
- NHKドラマ館「天涯の花」（NHK、1999年） - 隆子 役
- 八丁堀の七人 第1シリーズ 第1話「人情同心が走る! 謎が謎呼ぶだるま凧!?」（テレビ朝日、2000年） - おかよ 役
- ドラマ　第23回創作テレビドラマ脚本公募入選作「オアシス」（NHK、2000年1月10日）
- フードファイト （日本テレビ、2000年） - 南好子 役 ※「成田離婚」に続いて草彅剛と共演
- 愛人の掟・あなたに逢いたくて（テレビ朝日、2000年）
- 伝説の教師 第2話「女子高生拉致監禁!! ベストフレンドの条件」（日本テレビ、2000年4月22日） - ミチル 役
- 晴れ着、ここ一番第8話（NHK、2000年）
- 土曜ワイド劇場「事件9 〜赤ちゃんを誘拐して殺した女!」（テレビ朝日、2001年6月9日） - 友田彩 役
- ゴールデンボウル（日本テレビ、2002年） - 女子プロボウラー 役
- 演技者。「狂い咲きヴァージンロード」（フジテレビ、2003年4月） - 中山田みほ 役
- 月曜ミステリー劇場「ホステス探偵危機一髪5」（TBS、2003年10月6日）- 相川絵里 役

### ウェブテレビ
- 極楽とんぼ「KAKERU TV」～24時間AbemaTV生JACK～（AbemaTV、2017年3月5日） - 加藤家で朝ご飯を食べた際、家人として出演[2]
- 真夜中の水泳大会by極楽とんぼKAKERU TV（AbemaTV、2017年9月2日） - 加藤家で打ち上げした際、家人として出演[3]。

### ラジオ
- 加藤さんと山口くん（STVラジオ）[4]

### CM
- POLA デイリーコスメ「セレスト ミルクtoワックス」
- 久光製薬「眼涼」
- マツモトキヨシ（1999年）

### ゲーム
- 鈴木爆発（エニックス）[5]